# Neagolius dzhungaricus
Neagolius dzhungaricus är en skalbaggsart som beskrevs av Nikolajev och Frolov 1996. Neagolius dzhungaricus ingår i släktet Neagolius och familjen Aphodiidae. Inga underarter finns listade i Catalogue of Life.